# Rivière Viviry
Rivière Viviry är ett vattendrag i Kanada.   Det ligger i provinsen Québec, i den sydöstra delen av landet, 120 km öster om huvudstaden Ottawa.
Omgivningarna runt Rivière Viviry är en mosaik av jordbruksmark och naturlig växtlighet. Runt Rivière Viviry är det tätbefolkat, med 257 invånare per kvadratkilometer.